# PSR B0943+10
PSR B0943+10 è una pulsar a 2000 anni luce dalla Terra, situata nella costellazione del Leone. Fu scoperta dal radio osservatorio di Pushchino nel dicembre 1968 e fu la prima pulsar scoperta da astronomi sovietici.

## Caratteristiche
Si stima che la pulsar abbia 5 milioni di anni, età relativamente alta per una pulsar. Ha un periodo di rotazione di 1,1 secondi ed emette sia onde radio che raggi X. In base a uno studio eseguito presso l'Università del Vermont la pulsar oscilla, con un periodo di poche ore, tra una modalità di intensa emissione di onde radio, con pulsazioni altamente organizzate, a una più quieta, con una struttura temporale piuttosto caotica.
Altre osservazioni eseguite simultaneamente dall'osservatorio a raggi X XMM-Newton dell'Agenzia spaziale europea e radiotelescopi terrestri hanno rivelato variazioni analoghe ma opposte nella emissione di raggi X, infatti le emissioni a raggi X sono più deboli e senza pulsazioni ben definite durante la modalità di forte emissione radio, mentre durante il periodo di quiete radio vengono emessi impulsi di raggi X ben distinti. Tali cambiamenti possono essere spiegati ipotizzando che la magnetosfera della pulsar (che può estendersi fino a 52000 km dalla superficie) passi rapidamente tra due stati estremi. Il cambiamento avviene su una scala temporale di pochi secondi, molto più veloce della maggior parte delle pulsar.
Nonostante sia una delle prime pulsar scoperte, il meccanismo del suo comportamento insolito è sconosciuto.
Un gruppo di ricerca dell'Università di Pechino ha pubblicato un articolo suggerendo che la pulsar potrebbe effettivamente essere una stella di quark di piccola massa.

## Sistema planetario
Nel maggio 2014 sono stati trovati due giganti gassosi in orbita attorno alla pulsar.
| Pianeta | Massa  | Periodo orb. | Sem. maggiore |
| ------- | ------ | ------------ | ------------- |
| b       | 2,8 MJ | 730 giorni   | 1,8 UA        |
| c       | 2,6 MJ | 1460 giorni  | 2,9 UA        |